# Skisprung-Intercontinental-Cup in Stams 2024/25
Der Intercontinental-Cup in Hinterzarten 2024/25 fand am 21. und 22. September 2024 auf der Brunnentalschanze (K 105/HS 115) in Stams im Tiroler Oberland statt und war die dritte Station des Intercontinental-Cups 2024/25. Der Wettbewerb bestand aus je zwei Einzelspringen der Damen. Gleichzeitig wurde der Continental-Cup der Herren ausgetragen.

## Programm und Zeitplan
Das Programm des Intercontinental-Cups wurde auf zwei Tage aufgeteilt.
| \| Stams \| |
| Stams       |

| Stams |

## Teilnehmende Nationen und Athletinnen
Es nahmen 26 Skispringerinnen aus 9 Nationen am Intercontinental-Cup teil.
| Nation              | Anzahl              | Athletin                                                                         |
| Europa (8 Nationen) | Europa (8 Nationen) | Europa (8 Nationen)                                                              |
| ------------------- | ------------------- | -------------------------------------------------------------------------------- |
| Deutschland         | 3                   | Maike Tyralla, Pia Lilian Kübler, Agnes Reisch                                   |
| Frankreich          | 1                   | Joséphine Pagnier                                                                |
| Norwegen            | 1                   | Nora Midtsundstad                                                                |
| Österreich          | 5                   | Sara Pokorny, Elisa Deubler, Luise Tritscher, Vanessa Moharitsch, Meghann Wadsak |
| Schweiz             | 3                   | Simone Buff, Rea Kindlimann, Sina Arnet                                          |
| Slowakei            | 1                   | Kira Maria Kapustikova                                                           |
| Slowenien           | 6                   | Urša Vidmar, Taja Košir, Tinkara Komar, Maja Kovačič, Lara Logar, Taja Sitar     |
| Tschechien          | 4                   | Anežka Indráčková, Veronika Jenčová, Klára Ulrichová, Karolína Indráčková        |
| Asien (1 Nation)    |                     |                                                                                  |
| Kasachstan          | 2                   | Viktoriya Ruleva, Alyona Sviridenko                                              |

## Bericht
| Rang                                     | Athletin            | Punkte |
| ---------------------------------------- | ------------------- | ------ |
|                                          | Katharina Schmid    | 300    |
|                                          | Joséphine Pagnier   | 250    |
|                                          | Selina Freitag      | 248    |
| 04.                                      | Agnes Reisch        | 221    |
| 05.                                      | Karolína Indráčková | 204    |
| 06.                                      | Juliane Seyfarth    | 181    |
| 07.                                      | Meghann Wadsak      | 167    |
| 08.                                      | Tina Erzar          | 148    |
| 09.                                      | Alvine Holz         | 143    |
| 10.                                      | Anna Odine Strøm    | 140    |
| Stand nach Intercontinental-Cup in Stams |                     |        |

### Vorbericht
Am Freitagnachmittag teilte der Internationale Skiverband (FIS) mit, dass 26 Athletinnen aus neun Ländern am Samstag- und Sonntagvormittag in die Einzelwettbewerbe gingen. Deutschland, Österreich, Slowenien und Norwegen schickten keine ihrer besten Athletinnen in die zwei Einzelwettbewerbe außer Frankreich mit Joséphine Pagnier. Katharina Schmid aus Deutschland kann nach dem Wochenende ihre Gesamtführung im Sommer verteidigen und behalten.

### Samstag, 21. September 2024, offizielles Training, Probedurchgang & Einzel-Wettkampf

#### Offizielles Training
Beim offiziellen Training sprangen von 26 gemeldeten nur 18 Athletinnen von der Brunnentalschanze. Die Französin Josephine Pagnier, die Deutsche Agnes Reisch und die Tschechin Karolína Indráčková sprangen von Gate 18 und der Rest von Gate 20. Es gewann die Französin Josephine Pagnier mit 108 Metern vor der Deutschen Agnes Reisch (102,5 Metern) und der Tschechin Karolína Indráčková (100,5 Metern). Platz vier, fünf und sechs erreichten die Schweizerin Sina Arnet (107 Metern), die Österreicherin Meghann Wadsak (103,5 Metern) und Tschechin Anezka Indrackova (103,5 Metern).

#### Probedurchgang
Der Probedurchgang wurde aus Gate 18 durchgeführt, das gewann die Französin Josephine Pagnier mit 109. Metern vor der zweitplatzierten Deutschen Agnes Reisch (102 Metern) und der drittplatzierten Tschechin Karolína Indráčková (103 Metern). Die Österreicherin Meghann Wadsak (100 Metern) wurde Vierte, die Schweizerin Sina Arnet (98 Metern) wurde Fünfte und die Deutsche Maike Tyralla (100 Metern) wurde Sechste. Die Deutsche Pia Lilian Kübler ließ den Probedurchgang als einzige aus.

#### Einzel-Wettkampf
Der erste Durchgang begann um 10:15 Uhr und wurde aus Gate 19 durchgeführt. Es führte zur Halbzeit die Österreicherin Meghann Wadsak mit 111 Metern vor der Deutschen Agnes Reisch (111 Metern) und der Französin Josephine Pagnier (108 Metern). Dahinter landeten die auf Plätze vier, fünf und sechs, die Schweizerin Sina Arnet (105,5 Metern), die Tschechin Karolina Indrackova (107,5 Metern) und die Slowenin Maja Kovačič (100,0 Metern). Der komplette erste Durchgang wurde von Böen im Rücken, die teils über einen Meter pro Sekunde erreichten, begleitet. Alle 26 Athletinnen qualifizierten sich für den zweiten Durchgang.
Der zweite Durchgang begann um 10:55 Uhr, es gewann die Französin Josephine Pagnier mit 114 Metern vor der Deutschen Agnes Reisch (110,5 Metern) und der Österreicherin Meghann Wadsak (105,5 Metern). Den vierten Platz belegte die Schweizerin Sina Arnet (105 Metern), den fünften Platz belegte die Tschechin Karolina Indrackova (105 Metern) und das sechste Tagesergebnis sicherte sich die Deutsche Maike Tyralla Deutschland (105 Metern). Mit einer Weite von 114. Metern im zweiten Durchgang sicherte sich die Französin Josephine Pagnier einen neuen Schanzenrekord. Den Schanzenrekord von 111,5 Metern hatte bis hierhin die Österreicherin Daniela Iraschko-Stolz. Den hatte sie am 5. Oktober 2013 aufgestellt.

### Sonntag, 22. September 2024, Probedurchgang & Einzel-Wettkampf

#### Probedurchgang
Zum Probedurchgang traten statt 26 nur 25 Athletinnen an, die Deutsche Pia Lilian Kübler war nicht am Start aus gesundheitlichen Gründen. Denn gewann Agnes Reisch aus Deutschland mit einer Weite von 103,5 Metern, zweite wurde die Österreicherin Meghann Wadsak (101,5 Metern) und dritte wurde die Französin Josephine Pagnier (100 Metern). Auf den Plätzen vier bis sechs kamen Norwegerin Nora Midtsundstad (101,5 Metern), die Tschechin Anezka Indrackova (100 Metern) und die Deutsche Maike Tyralla (98,5 Metern).

#### Einzel-Wettkampf
Der erste Durchgang begann um 9:15 Uhr und wurde aus Gate 17 durchgeführt. Wie schon im Probedurchgang traten nur 25 Athletinnen an. Nach dem ersten Durchgang führte die Französin mit einer Weite von 114 Metern vor der zweitplatzierten Deutschen Agnes Reisch (109,5 Metern) und der drittplatzierten Tschechin Karolina Indrackova (107 Metern). Auf den vierten Platz kam die Österreicherin Meghann Wadsak (100 Metern). Dahinter landeten auf Platz fünf und sechs die beiden Tschechinnen Karolína Indráčková (107 Metern) und Tinkara Komar (100 Metern). Es qualifizierten sich alle 25 Athletinnen für den Finaldurchgang.
Der Finaldurchgang begann um 9:50 Uhr und wurde wie im ersten Durchgang aus Gate 17 durchgeführt. Wie schon einen Tag zuvor siegte die Französin mit einer Weite von 111,5 Metern vor der Deutschen Agnes Reich (108,5 Metern) und der Österreicherin Meghann Wadsak (104 Metern). Es folgten auf den Plätzen vier, fünf und sechs die Tschechinnen Karolína Indráčková (99,5 Metern) und die beiden Sloweninnen Taja Sitar (102,0 Metern) und Tinkara Komar (97,5 Metern).

## Ergebnisse

### Einzelspringen I
- Wetter 1 Durchgang: klar, Temperatur: 16,0 °C, Wind in m/s: minimal: −1,31, maximal: −0,58, durchschnittlich: −0,94
- Wetter 2 Durchgang: sonnig, Temperatur: 17,0 °C, Wind in m/s: minimal: −1,44, maximal: −0,74, durchschnittlich: −1,02

| Rang | Name                | Weite 1      | Weite 2      | Punkte |
| ---- | ------------------- | ------------ | ------------ | ------ |
|      | Joséphine Pagnier   | 108,0 m 0(3) | 114,0 m 0(1) | 264,0  |
|      | Agnes Reisch        | 111,0 m 0(2) | 110,5 m 0(2) | 258,6  |
|      | Meghann Wadsak      | 111,0 m 0(1) | 105,5 m 0(3) | 258,4  |
| 04   | Sina Arnet          | 105,5 m 0(4) | 105,0 m 0(5) | 250,2  |
| 05   | Karolína Indráčková | 107,5 m 0(5) | 105,0 m 0(4) | 247,6  |
| 06   | Maike Tyralla       | 099,0 m 0(9) | 105,0 m 0(6) | 238,2  |
| 07   | Maja Kovačič        | 100,0 m 0(6) | 101,5 m 0(8) | 234,7  |
| 08   | Nora Midtsundstad   | 101,5 m 0(7) | 097,5 m (11) | 223,9  |
| 09   | Klára Ulrichová     | 098,5 m (11) | 101,0 m 0(9) | 223,6  |
| 10   | Anežka Indráčková   | 100,0 m 0(8) | 095,0 m (10) | 223,5  |
| 11   | Taja Sitar          | 096,5 m (14) | 104,0 m 0(7) | 222,4  |
| 12   | Pia Lilian Kübler   | 098,0 m (10) | 094,5 m (13) | 211,2  |
| 13   | Lara Logar          | 096,0 m (13) | 095,0 m (14) | 207,3  |

| Rang | Name                   | Weite 1      | Weite 2      | Punkte |
| ---- | ---------------------- | ------------ | ------------ | ------ |
| 14   | Veronika Jenčová       | 096,5 m (12) | 091,0 m (16) | 201,1  |
| 15   | Tinkara Komar          | 091,0 m (15) | 098,0 m (12) | 201,0  |
| 16   | Luise Tritscher        | 088,5 m (18) | 091,5 m (15) | 185,1  |
| 17   | Taja Košir             | 085,5 m (16) | 091,0 m (17) | 182,5  |
| 18   | Vanessa Moharitsch     | 089,0 m (17) | 089,5 m (20) | 176,8  |
| 19   | Urša Vidmar            | 085,0 m (21) | 089,0 m (18) | 172,0  |
| 20   | Kira Maria Kapustikova | 083,5 m (22) | 091,5 m (19) | 169,8  |
| 21   | Sara Pokorny           | 085,5 m (19) | 085,5 m (22) | 166,3  |
| 22   | Rea Kindlimann         | 085,5 m (20) | 086,0 m (21) | 164,2  |
| 23   | Alyona Sviridenko      | 081,0 m (23) | 079,5 m (24) | 146,8  |
| 24   | Elisa Deubler          | 080,5 m (24) | 078,0 m (23) | 144,4  |
| 25   | Simone Buff            | 076,5 m (25) | 074,0 m (25) | 135,7  |
| 26   | Viktoriya Ruleva       | 070,0 m (26) | 071,0 m (26) | 104,9  |

### Einzelspringen II
- Wetter 1 Durchgang: klar, Temperatur: 11,0 °C, Wind in m/s: minimal: 0.71, maximal: 0.13, durchschnittlich: −0.31
- Wetter 2 Durchgang: klar, Temperatur: 13,0 °C, Wind in m/s: minimal: −1.04, maximal: 0.16, durchschnittlich: −0.52

| Rang | Name                | Weite 1      | Weite 2      | Punkte |
| ---- | ------------------- | ------------ | ------------ | ------ |
|      | Joséphine Pagnier   | 114,0 m 0(1) | 111,5 m 0(1) | 249,7  |
|      | Agnes Reisch        | 109,5 m 0(2) | 108,5 m 0(2) | 236,4  |
|      | Meghann Wadsak      | 100,0 m 0(4) | 104,0 m 0(3) | 215,2  |
| 04   | Karolína Indráčková | 107,0 m 0(3) | 099,5 m 0(6) | 214,2  |
| 05   | Taja Sitar          | 097,0 m 0(6) | 102,0 m 0(4) | 203,7  |
| 06   | Tinkara Komar       | 097,0 m 0(5) | 097,5 m 0(9) | 195,0  |
| 07   | Nora Midtsundstad   | 093,0 m (13) | 099,5 m 0(5) | 193,0  |
| 08   | Anežka Indráčková   | 097,0 m 0(7) | 096,0 m (10) | 192,0  |
| 09   | Maike Tyralla       | 092,5 m (12) | 096,5 m 0(7) | 191,4  |
| 10   | Klára Ulrichová     | 091,5 m (11) | 097,0 m 0(8) | 190,0  |
| 11   | Maja Kovačič        | 097,0 m (10) | 096,0 m (11) | 188,7  |
| 12   | Sina Arnet          | 095,5 m 0(8) | 094,5 m (12) | 185,7  |
| 13   | Lara Logar          | 096,0 m 0(9) | 089,5 m (18) | 170,9  |

| Rang | Name                   | Weite 1       | Weite 2       | Punkte        |
| ---- | ---------------------- | ------------- | ------------- | ------------- |
| 14   | Rea Kindlimann         | 085,0 m (16)  | 091,0 m (13)  | 164,3         |
| 15   | Kira Maria Kapustikova | 089,5 m (14)  | 086,0 m (17)  | 162,2         |
| 16   | Sara Pokorny           | 083,5 m (17)  | 084,0 m (15)  | 152,6         |
| 17   | Urša Vidmar            | 081,0 m (18)  | 082,0 m (19)  | 143,6         |
| 18   | Luise Tritscher        | 087,0 m (15)  | 078,0 m (21)  | 139,1         |
| 19   | Taja Košir             | 081,0 m (19)  | 085,5 m (14)  | 139,0         |
| 20   | Veronika Jenčová       | 073,5 m (24)  | 091,5 m (16)  | 127,3         |
| 21   | Vanessa Moharitsch     | 078,0 m (22)  | 083,0 m (20)  | 120,2         |
| 22   | Simone Buff            | 077,0 m (21)  | 076,0 m (22)  | 113,4         |
| 23   | Elisa Deubler          | 076,0 m (20)  | 072,5 m (23)  | 110,3         |
| 24   | Alyona Sviridenko      | 073,5 m (23)  | 074,0 m (24)  | 099,9         |
| 25   | Viktoriya Ruleva       | 066,5 m (25)  | 072,0 m (25)  | 067,5         |
|      | Pia Lilian Kübler      | Did not start | Did not start | Did not start |